# Ishaq ibn Ali
Ishaq ibn Ali, död 1147, var regerande amir av Almoravidernas rike 1146–1147.